# Лунная (Пермский край)
Лунная — деревня в Пермском крае России. Входит в Добрянский городской округ.

## География
Расположена примерно в 28 км (по прямой) к северо-востоку от Перми, у левого берега реки Кама. На самом берегу находится Чумкасский карьер по добыче гипса.
В 2 км к северу находится деревня Ивановка, в 5 км к северу — рабочий посёлок Полазна, в 24 км к северу — город Добрянка (по прямой).

## История
Населённый пункт здесь был основан как посёлок рабочих гипсового карьера, расположенного в 300—500 м к западу и юго-западу от деревни.
Ещё в 1986 году в документах Добрянского районного Совета народных депутатов обозначалось наименование посёлка «Лунный», но никаких юридических действий тогда предпринято не было. В 2019 году местные жители инициировали образование сельского населённого пункта. В июне 2020 года Законодательное Собрание Пермского края подготовило соответствующий законопроект, подписанный 6 октября 2020 года.
Деревня официально образована и наименована Распоряжением Правительства Российской Федерации от 23 мая 2021 года.

## Инфраструктура
Основная улица — Гипсовая.